# Széchenyibad
Het Széchenyibad (Hongaars: Széchenyi Gyógyfürdő és Uszoda) is een van de vele kuuroorden in het Hongaarse Boedapest. Het is het grootste medicinale kuuroord van Europa. De bronnen die voor de toevoer zorgen zijn 73,5 °C en 77 °C.

## Geschiedenis
Een eerste badhuis op deze plek (geopend 30 juni 1881) werd voorzien van water uit een door mensen geslagen bron van 970 m diep met een temperatuur van 73,5 °C. Het water, dat ook gedronken kan worden, is rijk aan mineralen. Er wordt een helende werking aan toegeschreven. Het badhuis, het enige openbare badhuis van Pest, was van meet af aan zeer populair bij de bevolking. Al gauw kon het bad de toeloop niet meer aan. Vandaar dat het badhuis in 1913 werd vergroot wat resulteerde in een welhaast nieuw badhuis op dezelfde plek in neobarokke stijl, en werd vernoemd naar graaf István Széchenyi. De bestaande bron voerde daarna niet meer voldoende water aan. In 1938 werd een tweede bron geslagen, de Szent István (Sint Stefan) bron, met een diepte van 1246 m en een temperatuur van 77 °C, die 6000 m³ (6 miljoen liter) water per dag aanvoert. Door de jaren heen, heeft het bad nog verschillende kleinere verbouwingen gekend. Zo is het bad uitgebreid met onder meer sauna's en een restaurant. Plannen voor een hotel waren er ook, maar die zijn nooit uitgevoerd. Het bad ligt in het stadspark van Boedapest: Városliget.
Het kuuroord heeft drie buitenbaden met temperaturen variërend van 26 °C tot 38 °C. Binnen bevinden zich 15 bassins met water van verschillende samenstelling en van verschillende temperaturen. Ook zijn hier vier verschillende sauna's op negen plekken te vinden.
Het water van het Széchenyicomplex wordt ook gebruikt voor curatieve- en therapeutische doeleinden. Zo vinden er in het water gymnastieksessies, fysiotherapiesessies en balneotherapiesessies  plaats.
- Het kuuroord is te bereiken via de M1-lijn van de metro van Boedapest, station Széchenyi fürdő.

## Fotogalerij

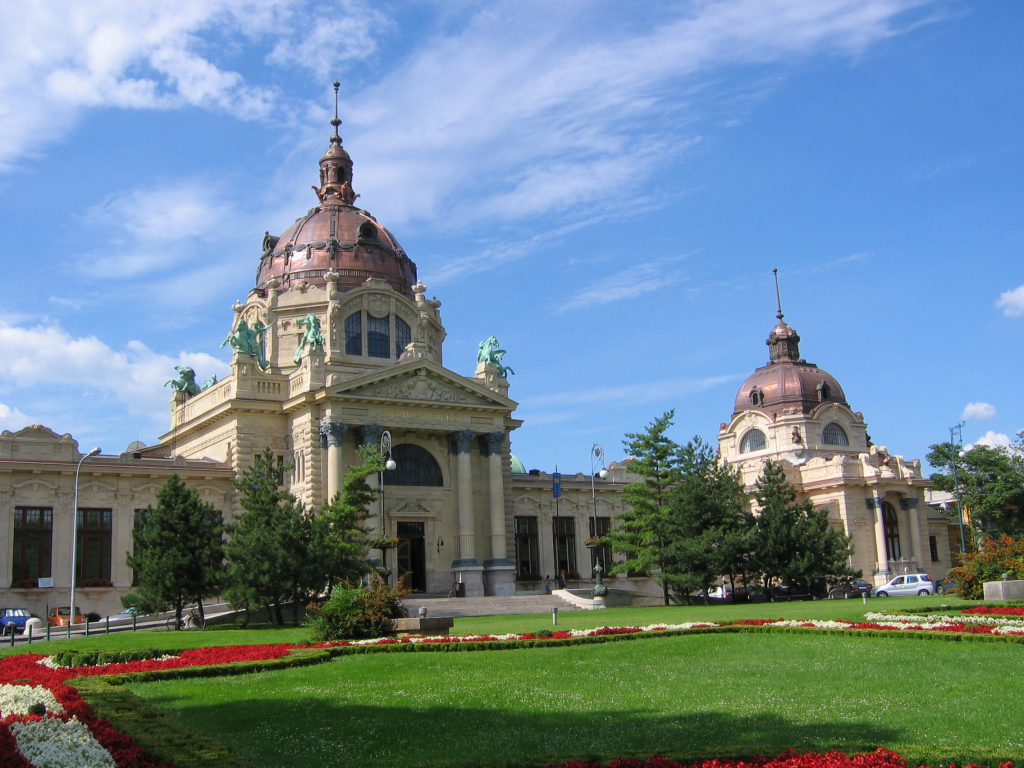
De buitenkant van het Széchenyicomplex.
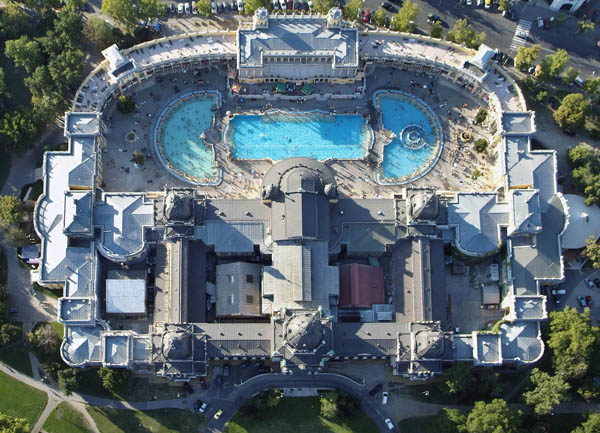
luchtfoto
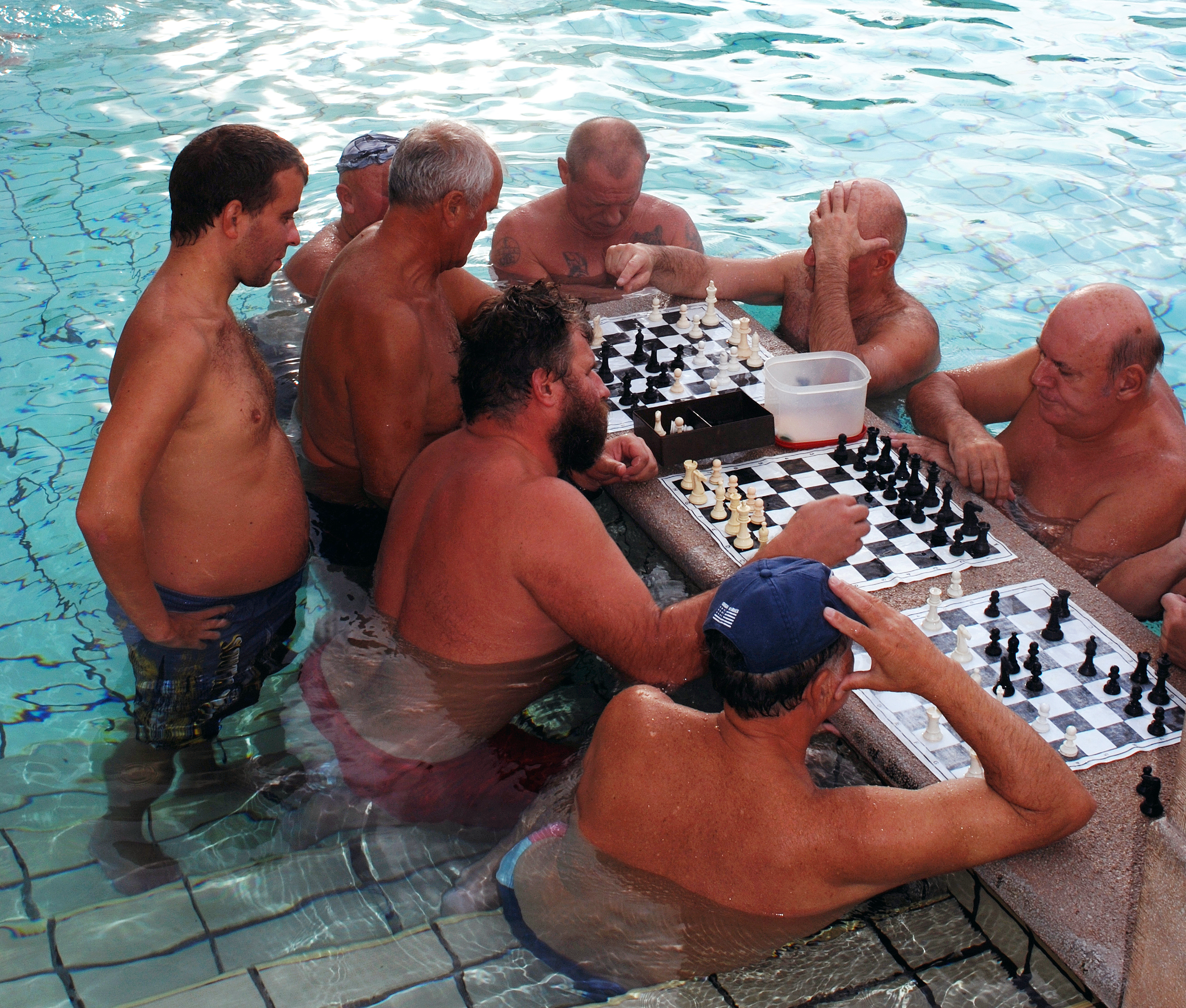
Schaken in het zwembad